# Brabejum stellatifolium
Brabejum stellatifolium ist die einzige Art der Pflanzengattung Brabejum innerhalb der Familie der Silberbaumgewächse (Proteaceae). Sie wird verwirrend auch Wilde Mandel oder Bittermandel, sowie Wilde oder Kaffer-Kastanie und Scepterbaum, Kransboom genannt.

## Beschreibung

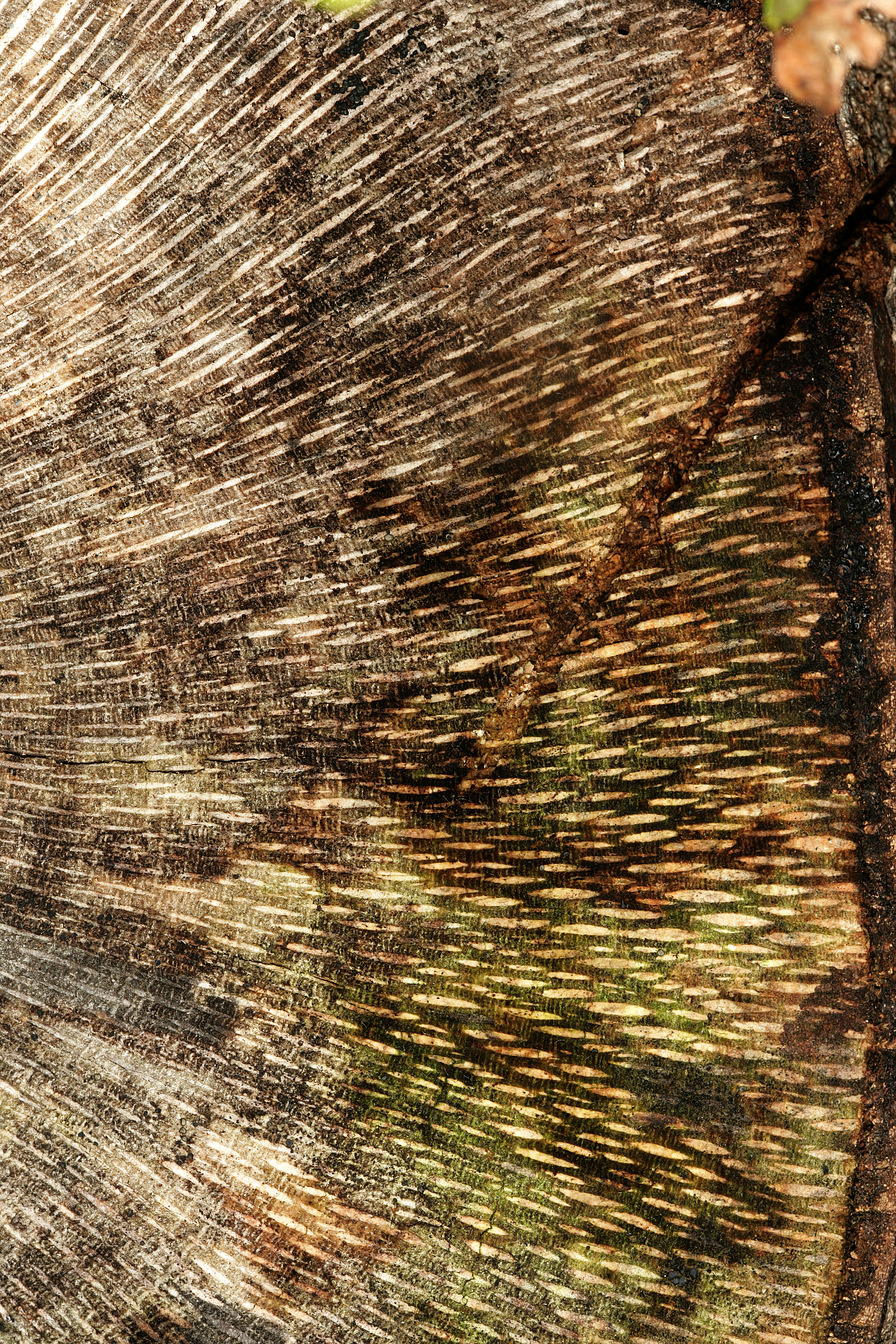
Stammquerschnitt

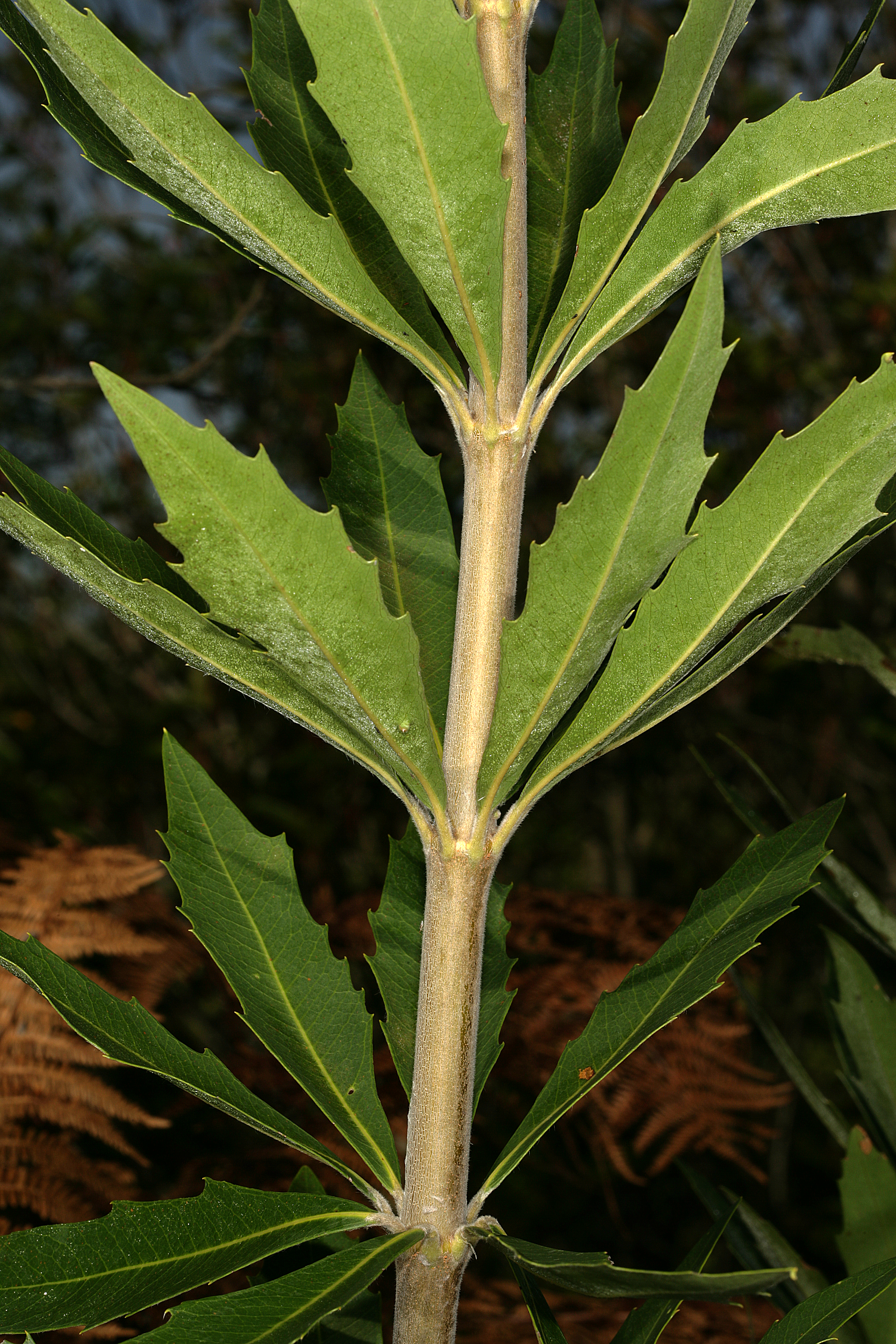
Zweig mit in Wirteln angeordneten Laubblättern

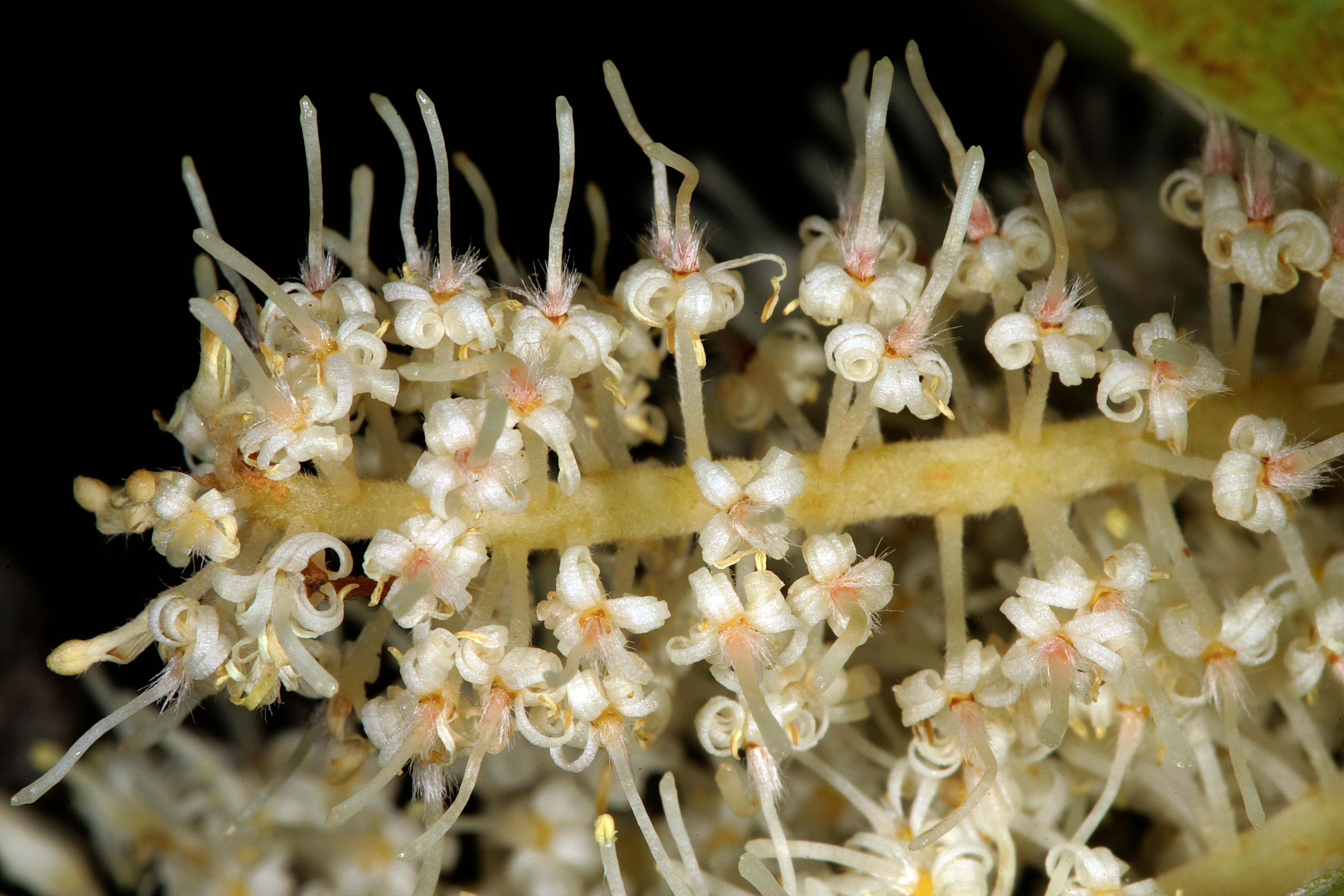
Ausschnitt eines Blütenstandes mit Blüten im Detail

### Vegetative Merkmale
Der immergrüne Brabejum stellatifolium wächst meist als großer, ausladender, vielstämmiger Strauch mit Wuchshöhen von bis zu 5 Metern oder als Baum mit Wuchshöhen von bis über 15 Metern. Der Stammdurchmesser erreicht über 60 Zentimeter. Die dicke, glatte Borke ist hell gräulich-braun mit attraktiven Streifen und Flecken.
Die meist zu sechst (zu viert bis neunt) sternförmig in Wirteln an den Zweigen angeordneten Laubblätter sind in Blattstiel und -spreite gegliedert. Der Blattstiel ist bis zu 1,5 Zentimeter lang. Die einfachen Blattspreiten sind ledrig und lanzettlich bis verkehrt-eilanzettlich und meist spitz oder bespitzt. Junge Blätter sind rostig-braun bis rostig-golden behaart. Ältere Blattspreiten sind dunkel- bis gelblich-grün und bis zu 15 Zentimeter lang; sie sind meist kahl und die Fiedernervatur ist deutlich erkennbar. Die Blattbasis ist keilförmig bis spitz. Der Blattrand ist unregelmäßig entfernt, grob spitzig gezähnt. Oft sind Domatien vorhanden. Es sind keine Nebenblätter vorhanden.

### Generative Merkmale
Am Ende der Zweige befinden sich in den Blattachseln einfache, unverzweigte, kurze, behaarte und ährenähnliche, traubige Blütenstände, die bis zu 8 Zentimeter lang sind. Die Blüten öffnen sich allmählich von der Basis her in Richtung oberem Ende. Über flaumig behaarten Tragblättern, die bei der Anthese abfallen, befinden sich jeweils zwei gestielte Blüten.
Die relativ kleinen, süß duftenden, meist zwittrigen Blüten sind kahl, etwa 5 Millimeter lang, radiärsymmetrisch und vierzählig. Es ist nur ein Kreis mit vier freien, weißen, schmal verkehrt-eiförmigen und zurückgerollten Blütenhüllblättern vorhanden. Die Blütenblätter sind etwas länger als die Staubblätter. Es ist nur ein Kreis mit vier Staubblättern vorhanden. Die linealischen Staubfäden sind frei. Die ovalen Staubbeutel besitzen ein dunkles, gerundetes Anhängsel (Drüse). Es ist ein ringförmiger Diskus vorhanden. Der flaumig behaarte, oberständige Fruchtknoten enthält zwei hängende Samenanlagen. Der dickliche Griffel ist gerade.
Die korkigen, mandelförmigen Steinfrüchte öffnen sich bei Reife nicht und enthalten einen Steinkern – das harte Endocarp umgibt den einzigen Samen. Die dicht samtig, rostfarben bis braun behaarten Steinfrüchte sind anfangs purpurfarben-rot sowie bei Reife braun und weisen eine Länge von bis zu 45 Millimeter sowie einen Durchmesser von bis zu 30 Millimeter auf und sind giftig (enthalten Cyanogene Glykoside).

## Ökologie und Phänologie
Brabejum stellatifolium ist relativ langlebig und überlebt Buschfeuer durch Austreiben aus unterirdischen Pflanzenteilen.
Die Blütezeit liegt im südafrikanischen Sommer von Dezember bis Januar. Die Bestäubung erfolgt durch Insekten.
Die Früchte reifen im Spätsommer bis Herbst im Februar bis Mai. Die leichten Steinfrüchte weisen eine geringe Dichte auf und ihre Ausbreitung erfolgt auf der Wasseroberfläche schwimmend.

## Vorkommen
Brabejum stellatifolium kommt in Südafrika nur in der Capensis vor. Sie kommt in den Bergen der südafrikanischen Provinz Westkap relativ verbreitet von Gifberg bis zu den Hottentots-Holland-Bergen sowie Kogelberg vor und erreicht entlang Riviersonderend sowie den Langebergen den Gourits River; sie kommt auch auf der Kaphalbinsel vor.
Sie gedeiht entlang von Fließgewässern in Höhenlagen von 0 bis 1200 Metern. Sie gedeiht in vielfältigen Ausformungen des Fynbos. Brabejum stellatifolium bildet in geeigneten Habitat relativ dichte Bestände. Nur kleine Populationen sind beeinträchtigt, beispielsweise durch Plantagen und invasive Pflanzenarten. Der Bestand ist stabil.

## Systematik
Die Gattung Brabejum wurde 1753 mit der Erstveröffentlichung von Brabejum stellatifolium durch Carl von Linné in Species Plantarum, Tomus I, S. 121 aufgestellt. Es gibt auch die falsche Schreibweise Brabeium. Brabejum stellatifolium ist die einzige Art der Gattung Brabejum innerhalb der Familie der Silberbaumgewächse (Proteaceae).
Der Gattungsname Brabejum leitet sich vom griechischen Wort brabeion für „Zepter“ ab und könnte sich auf den Blütenstand beziehen, aber brabeion ist auch das Wort für einen Preis in Delphi, wenn mit Lorbeer gekrönt wurde, und könnte deshalb auch auf die ebenfalls ledrigen Blätter verweisen. Das Artepitheton stellatifolium bezieht sich auf die sternförmig an den Zweigen angeordneten Laubblätter.

## Weitere Bilder

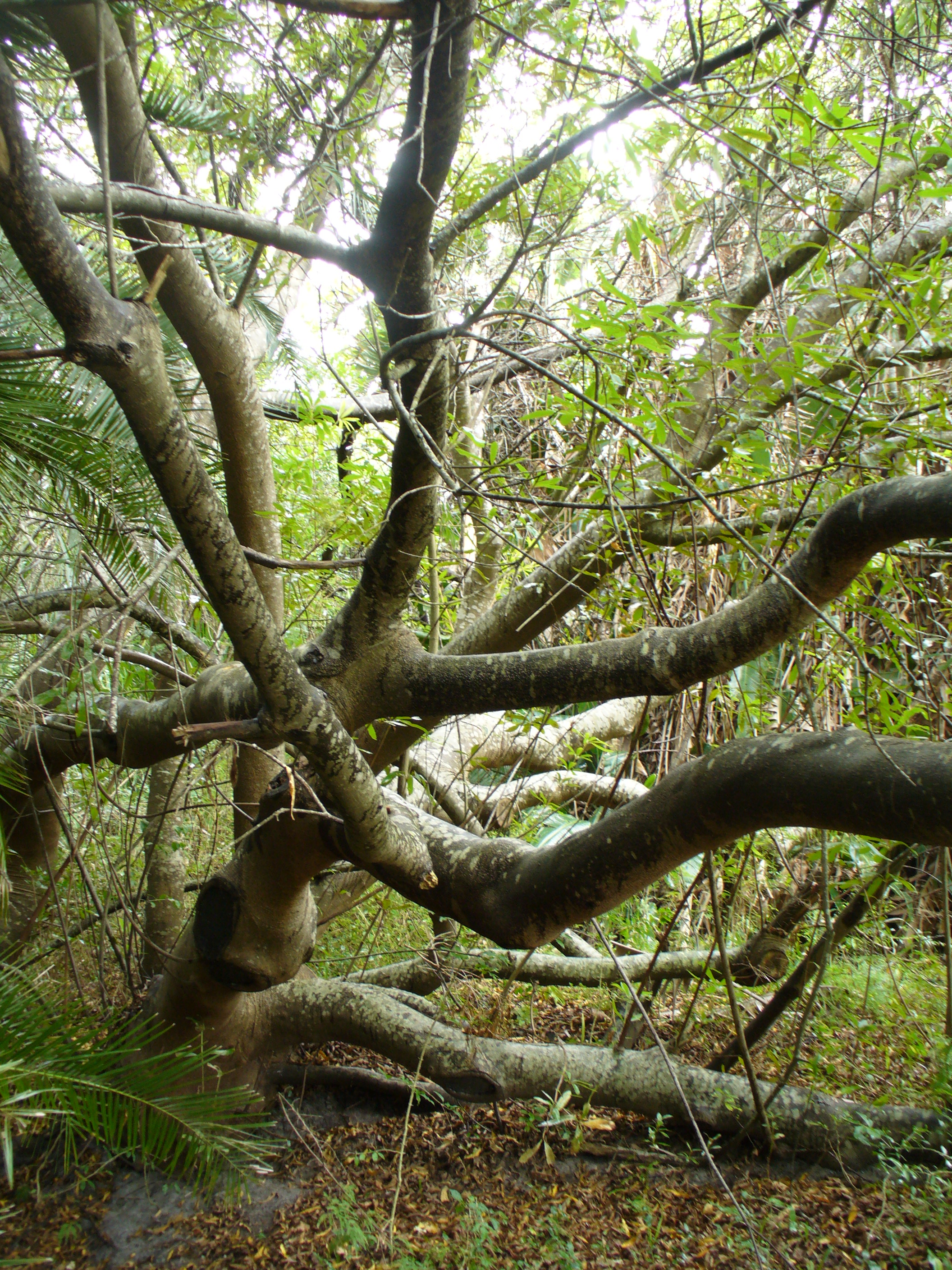
Habitus
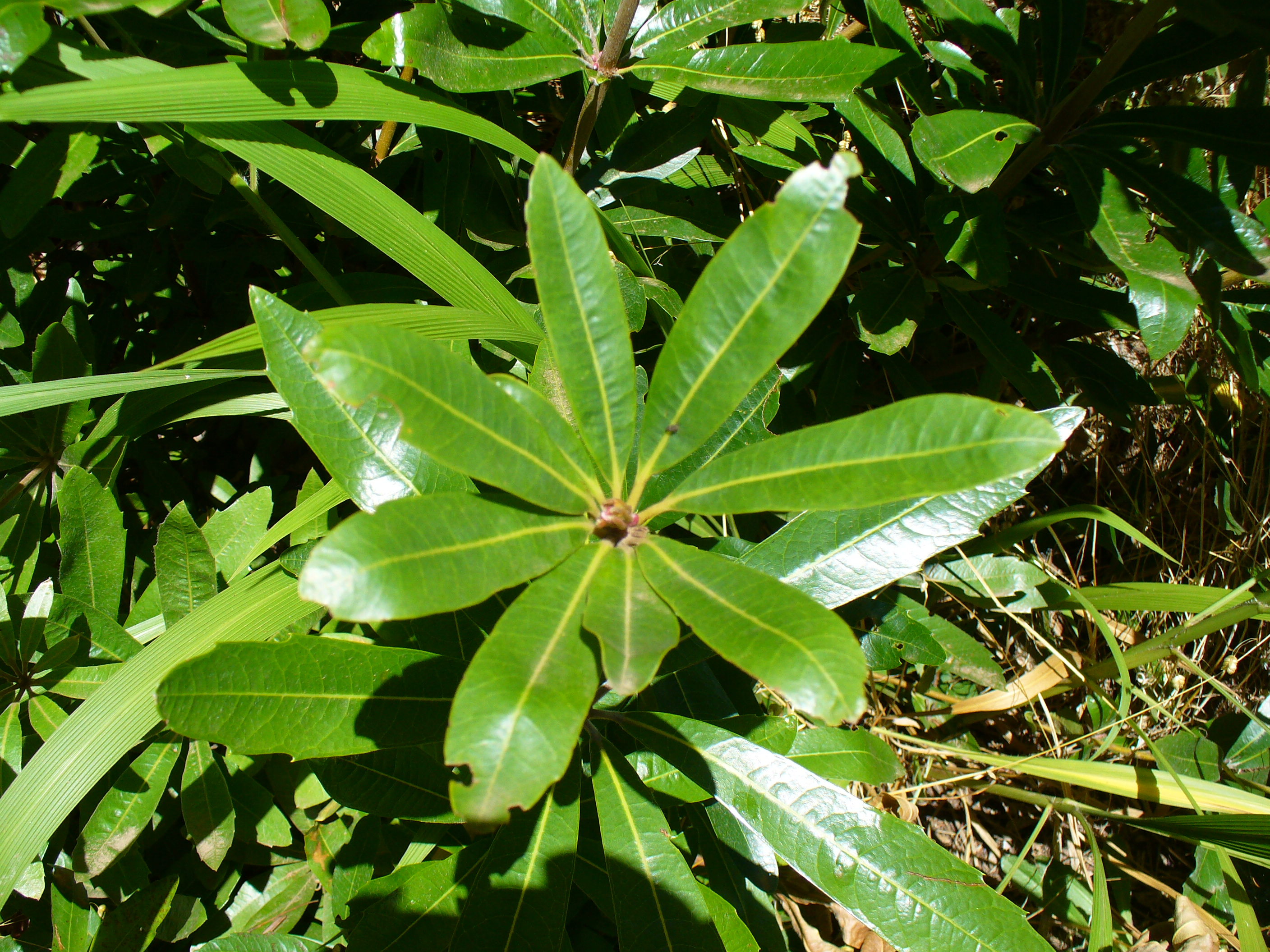
Wirtelig angeordnete Laubblätter
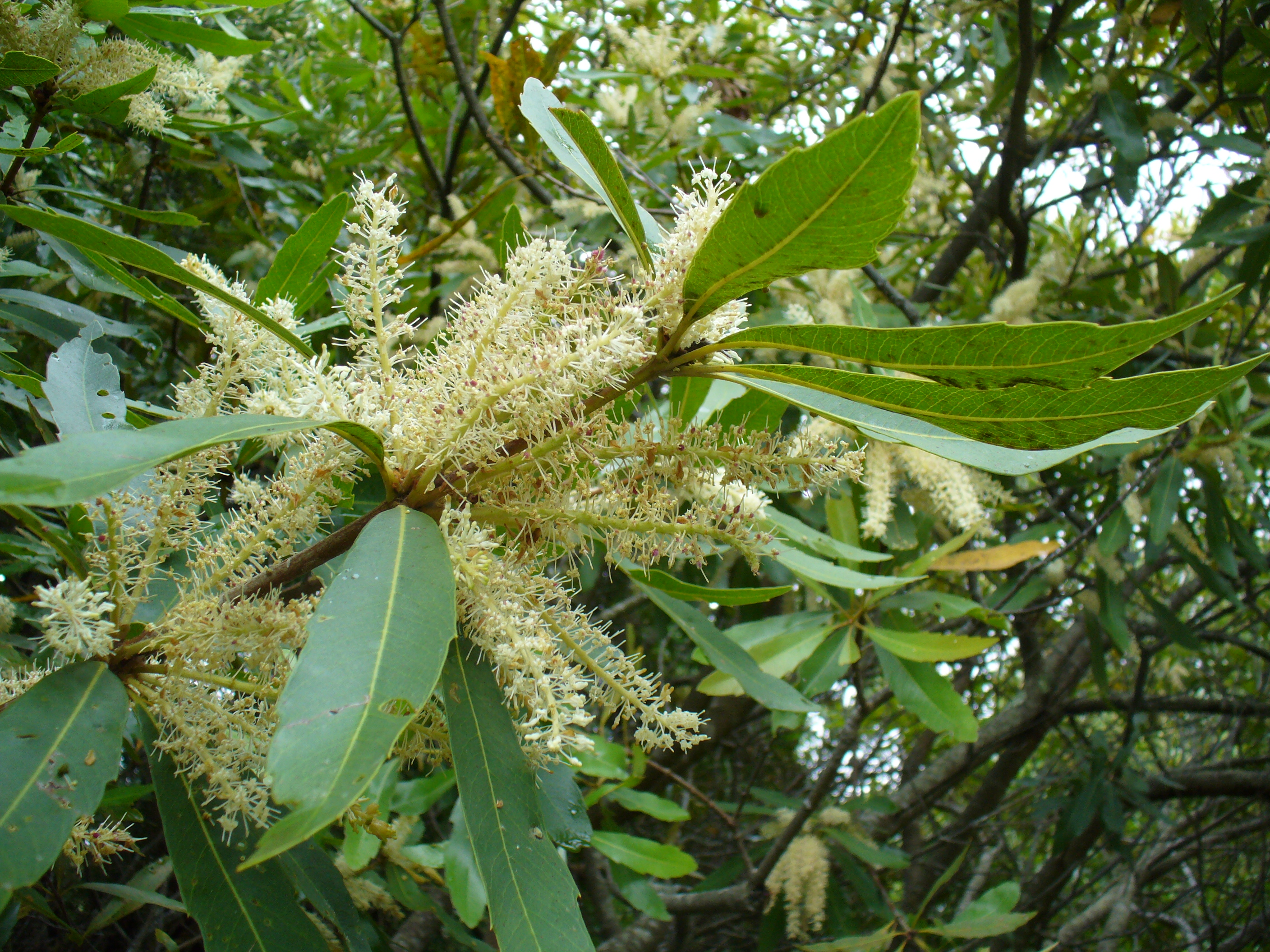
Zweig mit Laubblättern und Blütenständen
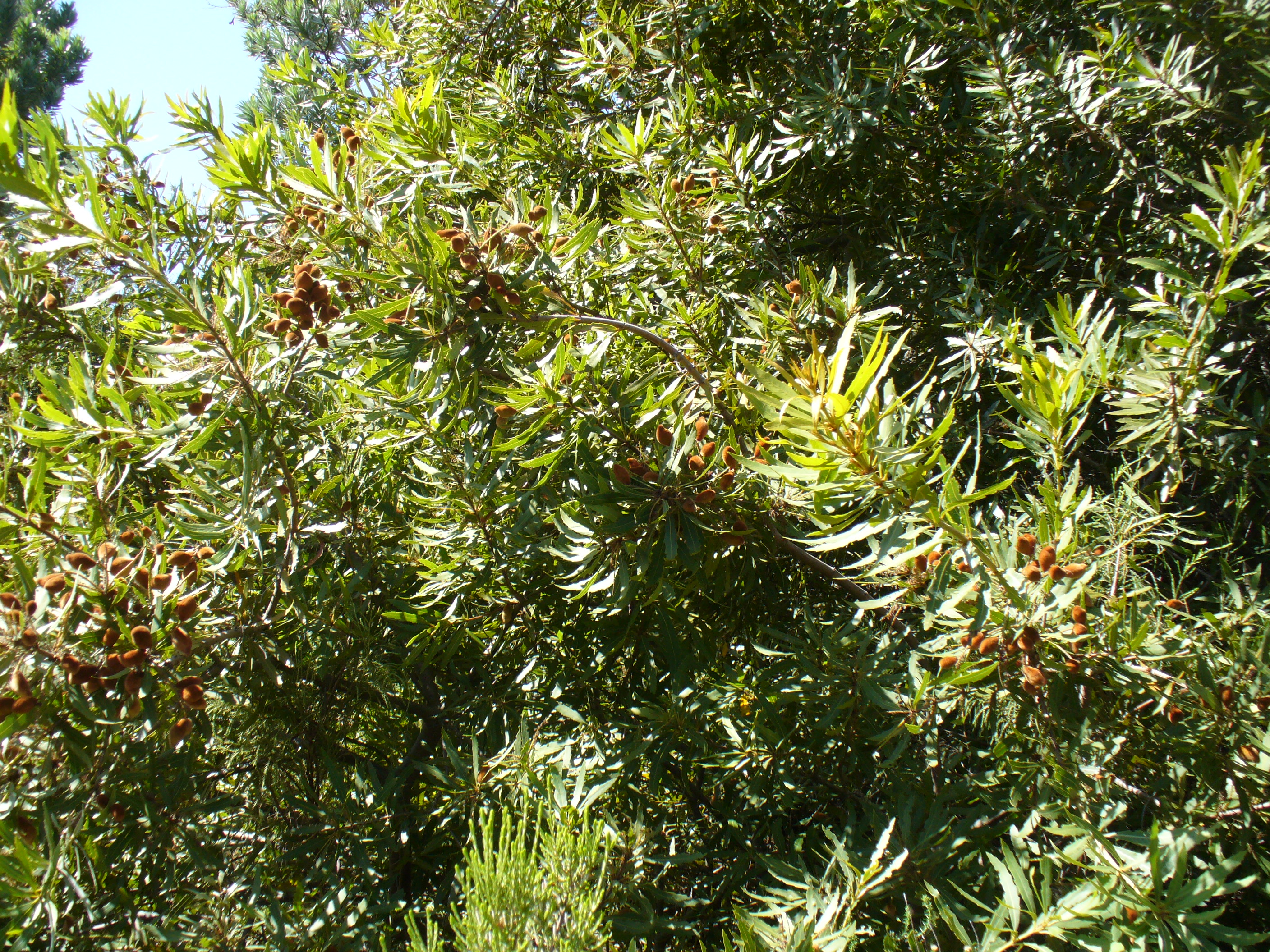
Habitus, Blätter und Früchte

## Verwendung
Das Holz, Stinkholz, kann für einige Anwendungen genutzt werden.
Die lange vorgewässerten Samen können gegessen werden, sie wurden von den Hottentotten genutzt. Geröstet können sie als Kaffeeersatz verwendet werden.